# Sis dies de Cremona
Els Sis dies de Cremona era una cursa de ciclisme en pista, de la modalitat de sis dies, que es corria a Cremona (Itàlia). Només es disputà primera edició el 2009. Problemes econòmics impediren la disputa de l'edició del 2010.

## Palmarès
| Any  | Primers                          | Segons                                | Tercers                      |
| ---- | -------------------------------- | ------------------------------------- | ---------------------------- |
| 2009 | Sebastián Donadío · Walter Pérez | Alexander Aeschbach · Franco Marvulli | Angelo Ciccone · Marc Hester |